# Hersilia caudata
Hersilia caudata är en spindelart som beskrevs av Jean Victor Audouin 1826. Hersilia caudata ingår i släktet Hersilia och familjen Hersiliidae. Inga underarter finns listade i Catalogue of Life.